# DiskursNetz
DiskursNetz ist eine internationale Vereinigung der Diskursforschung, die der Förderung, der Repräsentation und der Vernetzung speziell von sozial- und sprachwissenschaftlich arbeitenden Diskursforschern dient. 
DiskursNetz wurde im September 2019 als internationale Vereinigung in Paris gegründet, nachdem es über zehn Jahre als Netzwerk existiert hatte. Der Gründungsvorstand bestand aus 17 Personen und wurde von Johannes Angermuller koordiniert. DiskursNetz war 2010 aus dem von 2008 bis 2010 durch die Deutsche Forschungsgemeinschaft geförderten Netzwerk für Nachwuchswissenschaftler „Netzwerks Methodologien und Methoden der Diskursanalyse“ (MeMeDa) hervorgegangen. Unterstützt wird DiskursNetz durch das vom Europäischen Forschungsrat geförderte DISCONEX-Projekt. DiskursNetz wird besonders mit einer „zweiten Generation“ von Diskursforschern verbunden, mit der in die Diskursforschung in Deutschland neue Ansätze wie die französische Aussagenanalyse und die Hegemonieanalyse Eingang gefunden haben. Insgesamt ist DiskursNetz auch bedeutsam für die Vernetzung von sprachwissenschaftlich orientierten Ansätzen mit stärker soziologisch, historisch und interpretativ geprägten Ansätzen wie der Ethnographie, der Wissenssoziologischen Diskursanalyse und der Gouvernementalitätsforschung. Darüber hat DiskursNetz mit dazu beigetragen, die Diskursanalyse in Deutschland als interdisziplinäre Forschungsrichtung fest zu etablieren.
Das Netzwerk organisiert thematische Workshops (DiskursNetz Events) in Verbindung mit den halbjährigen Arbeitstreffen des Netzwerkes. Zwischen 2008 und 2020 wurden ca. 30 nationale und internationale Veranstaltung organisiert. Netzwerktreffen fanden unter anderem in Berlin, Paris, Bern und Warwick statt. Hinzu traten ab 2015 auch Winter Schools in Valencia und Pamplona sowie internationale Kongresse in Bremen, Warwick, Paris, Valencia und Brüssel. Dabei wird häufig auch mit anderen Fachvereinigungen und Institutionen zusammengearbeitet, wie etwa der „Asociación Latinoamericana de Estudios del Discurso“ (ALED) und dem Leibniz-Institut für Deutsche Sprache. 

## „diskursanalyse.net“
Ein Bestandteil von DiskursNetz ist die Gestaltung der Website diskursanalyse.net als Informations- und Arbeitsplattform für Diskursforscher. Über die 1800 öffentlich gelisteten Diskursforscher hinaus hat die Webseite nach eigenen Angaben insgesamt über 6000 registrierte Nutzer.
Die Website wird von verschiedenen Gruppen für Außendarstellung und interne Kommunikation genutzt. Neben DiskursNetz selbst finden sich hier das „ERC DISCONEX“ Projekt, das „Netzwerk Wissenssoziologische Diskursanalyse“, die Gruppe „Diskurs Macht Wissenschaft“, das GERAS sowie die Arbeitsgruppe „Sociologie du langage“. Zudem befinden sich auf der Webpage die „Interaktive Bibliographie der Diskursanalyse“ – eine Bibliographie zu diskursanalytischen Veröffentlichungen.
Die Wiki-basierte Seite dient auch zum kollaborativen Verfassen und Begutachten von Artikeln, u. a. für das DiskursNetz-Wörterbuch.

## Veröffentlichungen
Neben Veröffentlichungen ausgehend von DiskursNetz Events sind aus DiskursNetz zwei größere Veröffentlichungen zur Diskursanalyse hervorgegangen. Das DiskursNetz-Wörterbuch, das einen Überblick über die Begrifflichkeiten des Feldes der Diskursforschung bietet, ist im Suhrkamp Verlag erschienen. Ben Kaden vom Zentrum Technik und Gesellschaft der TU Berlin bezeichnet das DiskursNetz-Wörterbuch als „ein derzeit nahezu unverzichtbares Nachschlagewerk, wenn man derzeit, in welcher Disziplin auch immer, diskursforschend arbeitet“, kritisiert aber, dass es nicht „Open Access und dynamisch erweiter- und vernetzbar“ veröffentlicht wurde. Das Wörterbuch versammelt über hundert Autoren, unter ihnen Ruth Wodak, Jürgen Link, Ulrich Bröckling, Theo Van Leeuwen, Rainer Diaz-Bone und Slavoj Žižek.
Ein zweibändiges Handbuch zur interdisziplinären Diskursforschung stellt methodische Grundlagen und verschiedene methodische Zugänge anhand von Beispielstudien zum Diskurs über die Hochschulreformen vor. Am Handbuch, das mehr als 1250 Seiten umfasst, haben 50 Autoren mitgewirkt. Es bildet den ersten Band der im transcript Verlag von Johannes Angermuller, Martin Nonhoff, Eva Herschinger, Felicitas Macgilchrist, Martin Reisigl, Juliette Wedl, Daniel Wrana und Alexander Ziem herausgegebenen Reihe „DiskursNetz“.
Die DiscourseNet Collaborative Working Paper Series stellt die Möglichkeit zur Verfügung, diskursanalytische Forschung in der Community zu diskutieren und bietet ein direktes Feedback durch Peer-Kommentare.
Die Discourse Studies Collection bietet die Möglichkeit, von begutachteten Publikationen im Rahmen des Open Access Journals Humanities and Social Sciences Communications.
Die Buchreihe Postdisciplinary Studies in Discourse bei Palgrave stellt zudem einen Ort für diskursanalytische Monographien bereit.